# Équipe d'Algérie de football en 1979
L'équipe d'Algérie de football participe lors de cette année aux Jeux méditerranéens 1979 organisés en Yougoslavie. L'équipe d'Algérie est entraînée par Rachid Mekloufi, Mahieddine Khalef et Zdravko Rajkov.

## Les matchs
| Date              | Stade, Ville, Pays                         | Adversaire  | Score              | Comp | Buteurs algériens                            |
| 28 février 1979   | Bursa Atatürk Bursa, Turquie               | Turquie     | 0 - 1              | A    | Guemri 76e                                   |
| 23.03.1979        | stade du 5-Juillet-1962 Alger, Algérie     | Pologne     | 0 - 1              | A    |                                              |
| 5 avril 1979      | stade du 5-Juillet-1962 Alger, Algérie     | Mali        | 1 - 0              | QJO  | Belloumi 60e                                 |
| 22 avril 1979     | Stade omnisports Modibo-Keïta Bamako, Mali | Mali        | 1 - 0 ( 2 - 4 )Tab | QJO  |                                              |
| 24 octobre 1979   | stade du 5-Juillet-1962 Alger, Algérie     | Libye       | 3 - 1              | QCAN | Belloumi 20e,, Douadi 33e 50e                |
| 6 novembre 1979   | Stade du 11 Juin Tripoli, Libye            | Libye       | 1 - 0              | QCAN |                                              |
| 21 septembre 1979 | stade de Poljud Split, Yougoslavie         | France Ol   | 1 - 1              | JM   | Bensaoula 54e                                |
| 23 septembre 1979 | stade de Poljud Split, Yougoslavie         | Tunisie     | 1 - 1              | JM   | Bousri 38e                                   |
| 25 septembre 1979 | stade de Poljud Split, Yougoslavie         | Turquie     | 0 - 1              | JM   | Fergani                                      |
| 27 septembre 1979 | Stade Šubićevac Šibenik, Yougoslavie       | Yougoslavie | 3 - 2              | JM   | Belloumi 60e, Douadi 69e                     |
| 29 septembre 1979 | stade de Poljud Split, Yougoslavie         | Grèce       | 2 - 1              | JM   | Belloumi 10e, Assad pen                      |
| 9 décembre 1979   | Stade Mohamed V Casablanca, Maroc          | Maroc       | 1 - 5              | QJO  | Bensaoula 15e 16e 69e, Guemri 71e, Assad 87e |
| 21 décembre 1979  | stade du 5-Juillet-1962 Alger, Algérie     | Maroc       | 3 - 0              | QJO  | Belloumi 40e, Kouici 46e, Assad 75e          |

Légende: A : Match amical / JM : Jeux méditerranéens 1979 / QCAN : Qualifications à la Coupe d'Afrique des nations de football 1980

### Bilan
| Rang | Équipe  | Pts | J  | G | N | P | Bp | Bc | Diff |
| ---- | ------- | --- | -- | - | - | - | -- | -- | ---- |
| #    | Algérie | 13  | 11 | 6 | 1 | 4 | 18 | 10 | +8   |

## Match disputé
| Entraîneur :    |
| Rachid Mekloufi |

| Entraîneur :    |
| Ryszard Kulesza |

| Entraîneur :    |
| Rachid Mekloufi |

| Entraîneur :    |
| Ryszard Kulesza |

| Entraîneur :    |
| Miljan Miljanić |

| Entraîneur :      |
| Mahieddine Khalef |

| Entraîneur :    |
| Miljan Miljanić |

| Entraîneur :      |
| Mahieddine Khalef |

| Entraîneur : |
| Guy Cluseau  |

| Entraîneur :                     |
| Zdravko Rajkov Mahieddine Khalef |

| Entraîneur : |
| Guy Cluseau  |

| Entraîneur :                     |
| Zdravko Rajkov Mahieddine Khalef |

| Entraîneur :                     |
| Zdravko Rajkov Mahieddine Khalef |

| Entraîneur : |
| Guy Cluseau  |

| Entraîneur :                     |
| Zdravko Rajkov Mahieddine Khalef |

| Entraîneur : |
| Guy Cluseau  |